# 平成モンド兄弟
平成モンド兄弟（へいせいモンドきょうだい）は、かつてWAHAHA本舗に存在していたパフォーマンスユニット。1989年結成、1990年解散。

## メンバー
- マクベス佐藤（1958年12月3日 - ）
- ハムレット村松（1956年8月5日 - ）

## 主なネタ
- サムライアナーキー・ブラザーズ
- 暗黒舞踏・ブラザーズ
- お経・ブラザーズ
- スプラッター・ブラザーズ
- ベヴィメタル・ブラザーズ
- マイム・ブラザーズ
- さぶ・ブラザーズ

## テレビ出演
- 冗談画報2（フジテレビ、1989年6月9日・1990年1月19日）
- 筋肉少女帯の深夜改造計画（日本テレビ、1989年12月18日）

## ビデオ
- WAHAHA本舗10周年記念・発掘!幻の映像 平成モンド兄弟伝説

| スタブアイコン | サブスタブ | この項目は、まだ閲覧者の調べものの参照としては役立たない、人物に関連した書きかけの項目です。この項目を加筆・訂正などしてくださる協力者を求めています（P:人物伝/PJ:人物伝）。 |